# Зоркинское муниципальное образование
Зоркинское муниципальное образование — сельское поселение в Марксовском районе Саратовской области Российской Федерации.
Административный центр — село Зоркино.

## История
Статус и границы сельского поселения установлены Законом Саратовской области от 27 декабря 2004 года № 07-ЗСО «О муниципальных образованиях, входящих в состав Марксовского муниципального района».

## Население
| 2010  | 2011  | 2012  | 2013  | 2014  | 2015  | 2016  |
| ----- | ----- | ----- | ----- | ----- | ----- | ----- |
| 5720  | ↘5710 | ↘5562 | ↘5460 | ↘5359 | ↘5330 | ↘5290 |
| 2017  | 2018  | 2019  | 2020  | 2021  |       |       |
| ↘5217 | ↘5162 | ↘5042 | ↘4953 | ↗5013 |       |       |

## Состав сельского поселения
| №  | Населённый пункт | Тип населённого пункта       | Население |
| -- | ---------------- | ---------------------------- | --------- |
| 1  | Васильевка       | село                         | ↗311      |
| 2  | Волково          | село                         | ↘119      |
| 3  | Воротаевка       | село                         | ↘230      |
| 4  | Георгиевка       | село                         | ↗573      |
| 5  | Золотовка        | село                         | ↘275      |
| 6  | Зоркино          | село, административный центр | ↗726      |
| 7  | Колос            | посёлок                      | ↗1243     |
| 8  | Михайловка       | село                         | ↗898      |
| 9  | Новая Жизнь      | село                         | 3         |
| 10 | Семёновка        | село                         | ↘509      |
| 11 | Сухой            | посёлок                      | 12        |
| 12 | Ястребовка       | село                         | ↗821      |